# Stazione di Kisarazu
La stazione di Kisarazu (木更津駅?, Kisarazu-eki) è una stazione ferroviaria situata nella città di Kisarazu, nella prefettura di Chiba in Giappone, ed è servita dalla linea Uchibō e capolinea per la linea Kururi della JR East.

## Linee
East Japan Railway Company
■ Linea Uchibō
■ Linea Kururi

## Struttura
La stazione è dotata di due banchine a isola con due binari passanti collegati al fabbricato viaggiatori a ponte da scale fisse, mobili e ascensori.
| 1-2 | ■ Linea Uchibō | per Goi Soga, Chiba e Tokyo  |
| 3   | ■ Linea Uchibō | per Tateyama e Awa-Kamogawa  |
| 4   | ■ Linea Kururi | per Kazusa-Kameyama e Kururi |

## Stazioni adiacenti
| «            | Servizio      | »            |
| Linea Uchibō | Linea Uchibō  | Linea Uchibō |
| ------------ | ------------- | ------------ |
| Iwane        | Locale Rapido | Kimitsu      |
| Linea Kururi |               |              |
| Capolinea    | Locale        | Gion         |